# Dig It!
Dig It! est un album de jazz du Red Garland Quintet with John Coltrane.

## Titres
1. Billie's Bounce (Charlie Parker) - 9:26
2. Crazy Rhytm (trio) (Ceasar Mayer Kuhn) - 3:27
3. CTA (James Heath) - 4:45
4. Lazy Mae (Red Garland)- 16:09

## Musiciens
- Red Garland : piano
- John Coltrane : saxophone ténor (titres 1, 3 et 4)
- Donald Byrd : trompette (titres 1 et 4)
- George Joyner : contrebasse (titres 1, 3 et 4)
- Paul Chambers : contrebasse (titre 2)
- Arthur Taylor : batterie